# Meulekreek
El Meulekreek és un curs d'aigua a la frontera entre el poble belga de Middelburg i el llogaret de Heille (Sluis) als Països Baixos, situat entre les fites número 351 i 352 de la frontera oficial, pactada el 1843.

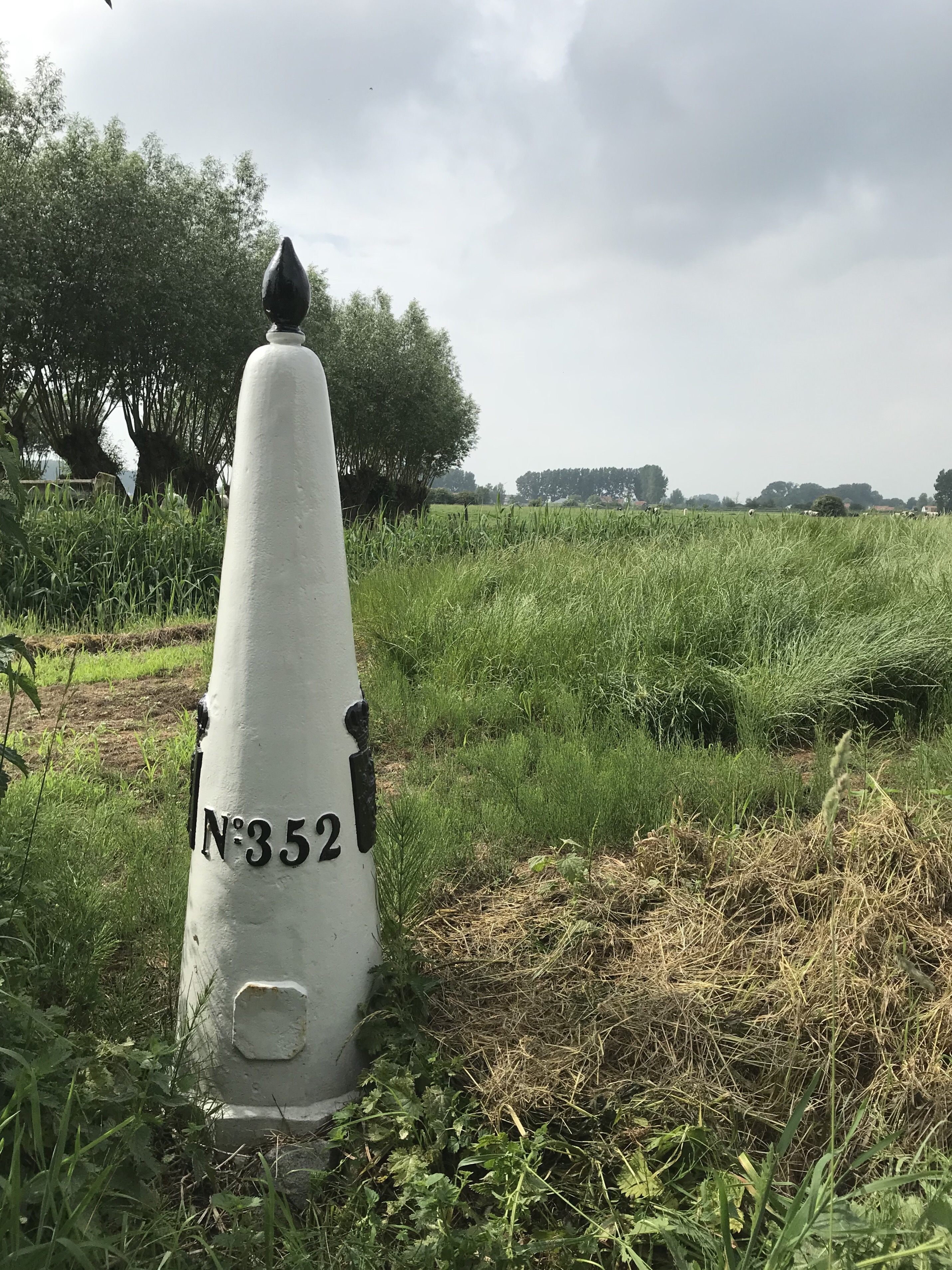
Fita núm 352 a l'extrem septentrional del Meulekreek

Tindria el seu origen en la ruptura d'un dic de sorra prop de Heille el 1591, a conseqüència del trencament dels dics efectuat pels Geuzen el 1583 durant la Guerra dels Vuitanta Anys per a contenir l'exèrcit espanyol. A l'inici del segle xvii es va aprofitar per integrar-lo en les fortificacions de la ciutat de Middelburg, damunt de les quals hi hauria hagut un molí de desguàs (meule en flamenc occidental) que hauria donat el seu nom al priel. Desguassa via el Papenkreek al Lapscheurse Gat. Va ser un punt clau a l'època gloriosa del contraban. A la riba belga es va reconstruir un petit tram del carrilet de la línia Bruges-Aardenburg que vorejava el priel de 1904 a 1940.
Fa part d'un paisatge protegit i d'un sender, la «ruta Bladelin» de 6,5 quilòmetres.